# مملكة ليندسي

مملكة ليندسي

مملكة ليندسي أو لينويس (بالإنجليزية القديمة: Lindesege)‏ كانت أصغر مملكة أنجلوسكسونية، والتي استوعبتها مملكة نورثمبريا في القرن السابع.

## أصل التسمية
اسم ليندسي مشتق من الاسم الجغرافي الإنجليزي القديم Lindesege، وتعني "جزيرة ليند". Lindum Colonia كان الاسم الروماني للمستوطنة التي أصبحت الآن مدينة لينكن في لنكولنشاير . ( Lindum Colonia تم اختصاره في اللغة الإنجليزية القديمة إلى Lindocolina ومن ثم Lincylene .)  Lindum كان شكلاً لاتينيًا لاسم بريتوني أصلي والذي أعيد بناؤه باسم *Lindon ( تترجم حرفيا. حوض مائي – lit. بحيرة؛ راجع. llyn الويلزية الحديثة).

جنوب وشرق بريطانيا في أوائل القرن السابع